# Andrena angustitarsata
Andrena angustitarsata är en biart som beskrevs av Henry Lorenz Viereck 1904. Andrena angustitarsata ingår i släktet sandbin, och familjen grävbin. Inga underarter finns listade i Catalogue of Life.